# Yoru no Yatterman
Yoru no Yatterman (夜ノヤッターマン?, Yoru no Yattāman, lett. "Yattaman della notte") è una serie televisiva anime ispirata a Yattaman, prodotta dalla Tatsunoko per celebrare il 40º anniversario del franchise Time Bokan. La trasmissione televisiva è avvenuta in Giappone tra l'11 gennaio e il 29 marzo 2015.

## Trama
Molto tempo fa, gli eroi della giustizia noti come gli Yattaman combatterono contro la malvagia gang Trio Drombo, mandandola in esilio e portando la pace nel regno di Yatter. Tuttavia, diverse generazioni dopo, gli Yattaman si fecero poi corrompere dal potere, mentre tutti gli altri furono costretti a vivere in condizioni di povertà e disperazione. Dopo aver perso la madre proprio a causa dell'egoismo degli Yattaman, Leopard, una diretta discendente di Miss Dronio (leader del Trio Drombo) è decisa a ribellarsi ad essi e perciò riforma la gang della sua antenata insieme a Voltkatze ed Elephantus, rispettivamente i discendenti di Boyakki e Tonzula.

## Personaggi
Leopard (レパード?, Repādo) / Miss Dronio (ドロンジョ?, Doronjo)
Doppiata da: Eri Kitamura
Una ragazzina di nove anni che è la diretta discendente dell'originale Miss Dronio. Dopo che gli Yattaman attuali non le permettono di procurarsi le medicine necessarie per curare sua madre, riforma il gruppo dei suoi antenati per ottenere la sua vendetta contro il regno di Yatter.
Voltkatze (ヴォルトカッツェ?, Vorutokattse) / Boyakki (ボヤッキー?, Boyakkī)
Doppiato da: Hiroaki Hirata
Il discendente di Boyakki, il quale fa da cervello del gruppo, creando congegni di ogni tipo anche quando ha a disposizione soltanto cianfrusaglie.
Elephantus (エレパントゥス?, Erepantusu) / Tonzula (トンズラー?, Tonzurā)
Doppiato da: Kenta Miyake
Il discendente di Tonzula, il quale è il membro più muscoloso e robusto del gruppo.
Mister Oda (オダさま?, Oda-sama)
Doppiata da: Chiaki Takahashi
Il maialino parlante di Leopard e mascotte del trio.
Galina (ガリナ?, Garina)
Doppiato da: Hiroyuki Yoshino
Un ragazzo di diciassette anni, soprannominato Gatchan, i cui genitori sono stati uccisi dagli Yattaman. È un amico d'infanzia di Alouette ed è molto protettivo nei suoi confronti. Si unisce al Trio Drombo nel corso della loro avventura e prepara dei costumi nuovi di zecca per tutti. Di solito non ha fiducia in se stesso ed affida le sue decisioni ad un dado. Dopo aver scoperto le macchiazioni di Dokrobei assumerà il ruolo di Yatta-1 per sollevare il popolo contro di lui.
Alouette (アルエット?, Aruetto)
Doppiata da: Shizuka Itō
Una ragazza cieca di diciassette anni che è un'amica d'infanzia di Galina, il quale la chiama Ally. Proprio come Galina, anche i suoi genitori sono stati uccisi dagli Yattaman, sebbene lei non riesca ad accettare ancora le loro morti. È una ragazza estremamente buona e gentile che considera Leopard il suo angelo. Dopo aver scoperto le macchinazioni di Dokrobei assumerà il ruolo di Yatta-2 per sollevare il popolo contro di lui.
Dorothy (ドロシー?, Doroshī)
Doppiata da: Shizuka Itō
La madre di Leopard, la quale muore per malattia dopo che gli Yattaman impediscono a sua figlia e agli altri di procurarsi le medicine per lei.
Dokrobei (ドクロベエ?, Dokurobē)
Doppiato da: Hori
L'antagonista principale della serie. Alieno del pianeta Dokuro dalla forma simile a un teschio, Dokrobei venne coinvolto nell'esplosione da cui nacque la Terra, venendo diviso in più parti. Per ritrovarle reclutò il Trio Drombo originale, dando inizio ai combattimenti dei criminali contro gli Yattaman (narrati nella prima serie). Dopo aver recuperato le parti mancanti del suo corpo Dokrobei tornò comunque varie volte sulla Terra per vendicarsi degli Yattaman per averlo ostacolato, riuscendo infine a vincere. Da allora assunse per sé il nome di "Yattaman" e fondò il regno Yatter come ultimo segno di spregio sulla memoria di Ganchan e Janet. Dopo aver schiavizzato gli umani, li costringe a lavorare nelle sue fabbriche, per produrre l'energia necessaria a tenerlo in vita per sempre.
Generale Gorō (ゴロー将軍?, Gorō-shogun)
Doppiato da: Nobuyuki Hiyama
Un generale che lavora per l'esercito degli Yattaman. Combatte con un bastone elettrico e usa come mezzo di trasporto un robot simile allo Yatta Can. Durante le sue battaglie col Trio Drombo, avrà una serie di flashback, che gli faranno ricordare di essere in realtà il padre di Alouette, trasformato in un cyborg in seguito a un incidente. Incarcerato a causa dei suoi continui fallimenti, sacrificherà la propria vita nel penultimo episodio, per permettere agli eroi di sfuggire ai soldati robot.

## Produzione
La serie televisiva, prodotta dalla Tatsunoko e diretta da Tatsuya Yoshihara, è andata in onda dall'11 gennaio al 29 marzo 2015. Le sigle di apertura e chiusura sono rispettivamente Kyokugen dreamer (極限Dreamer? lett. "Il sognatore del limite") degli SCREEN mode e Jōnetsu continue (情熱CONTINUE? lett. "Passione continua") delle Sphere. Gli episodi sono stati trasmessi in streaming, in contemporanea col Giappone, dalla Funimation in America del Nord e dalla Madman Entertainment in Australia e Nuova Zelanda.

### Episodi
| Nº | Titolo italiano (traduzione letterale) Giapponese 「Kanji」 - Rōmaji                                                                             | In onda          | In onda |
| Nº | Titolo italiano (traduzione letterale) Giapponese 「Kanji」 - Rōmaji                                                                             | Giapponese       |         |
| 1  | Il mondo è nero come la pece 「世界は真っ暗闇」 - Sekai wa makkura yami                                                                          | 11 gennaio 2015  |         |
| 2  | Daremo una schicchera agli Yattaman 「ヤッターマンにデコピンを」 - Yattāman ni dekopin o                                                         | 18 gennaio 2015  |         |
| 3  | Non siamo angeli, ma faremo finta di esserlo 「俺たちは天使じゃないけど天使のフリをする」 - Ore-tachi wa tenshi janai kedo tenshi no furi o suru | 25 gennaio 2015  |         |
| 4  | Le cronache delle terme all'aperto 「湯けむり露天風呂紀行」 - Yukemuri rotenburo kikō                                                            | 1º febbraio 2015 |         |
| 5  | L'hurricane dedicato a sua madre 「母に捧げるハリケーン」 - Haha ni sasageru harikēn                                                             | 8 febbraio 2015  |         |
| 6  | Il fiore che sboccia in inverno 「冬に咲く花」 - Fuyu ni saku hana                                                                               | 15 febbraio 2015 |         |
| 7  | Il mare dei sogni 「夢の海」 - Yume no umi | 22 febbraio 2015 |         |
| 8  | Kussie del lago Kussharo-Dessharo 「クッシャロデッシャロ湖のクッシー」 - Kussharo-Dessharo mizūmi no Kusshī                                      | 1º marzo 2015    |         |
| 9  | La prigione Abareshi 「アバレシ番外地」 - Abareshi daikangoku                                                                                    | 8 marzo 2015     |         |
| 10 | L'accerchiamento dei dodici Yatta dèi guardiani 「ヤッター十二神将包囲網」 - Yattā jū-ni shinshōhōi-mō                                           | 15 marzo 2015    |         |
| 11 | La verità su Yattapoli 「真実のヤッター・メトロポリス」 - Shinjitsu no Yattā Metoroporisu                                                        | 22 marzo 2015    |         |
| 12 | Alba 「夜明け」 - Yoake | 29 marzo 2015    |         |